# SMS Wildfang
Az SMS Wildfang az Osztrák–Magyar Monarchia Huszár-osztályú rombolója (Zerstörer) volt az első világháborúban. Testvérhajói az SMS Huszár I, SMS Ulan, SMS Streiter, SMS Scharfschütze, SMS Uskoke, SMS Huszár II, SMS Turul, SMS Pandúr, SMS Csikós, SMS Réka, SMS Dinara és az SMS Velebit.

## Pályafutása
1905. december 7-én megkezdődött az építése. 1906. augusztus 29-én vízre bocsátották. Szeptember 28-án végrehajtotta az első próbaútját. Október 6-án megtörtént az első teljes erővel tett próbaút. November 8-án befutott Pólába. 1912. december 5-én a balkáni háború miatt kifutott Pólából Levante felé. 1913. május 27-én elrendelték az átfegyverzését.
1914. június 25-én újból szolgálatba állt, és a Cattarói-öbölbe vezényelték. Augusztus 7-én kifutott a Goeben fogadására. Szeptember 19-én Trieszt előtt őrjáratozott, 21-én Gargano előtt cirkált. December 6-án Lissától (ma Vis) délnyugatra figyelőszolgálatot teljesített.
1915. január 11-én kifutott Pólából, és Sebenicóba ment állomáshelyre. Május 24-én részt vett a Tremiti elleni bevetésen. A Cretaccio szigeti jelzőállomást lőtte. Június 18-án részt vett a Rimini elleni hadműveletben, a Tagliamento torkolatát lőtte, majd négy ellenséges rombolót Velence felé űzött. Június 20-án aknakeresést végzett Salvore mellett, június 24-én pedig Trieszt előtt. Június 30-án és július 5-én folytatta ezt a tevékenységet. Július 6-án a Chamäleonnal együtt aknákat telepített a Pó torkolatában. Július 23-án Trieszt előtt olasz eredetű aknákat telepített. Szeptember 3-án Pólánál hajtott végre aknakeresést. Október 25-én miközben az L61-es repülőgépet vontatta, Cittanova előtt egy ellenséges tengeralattjáró sikertelen torpedótámadást hajtott végre ellene. December 13-án egy légitámadást biztosított.
1916. január 4-én aknákat telepített a Trieszti-öbölben. Február 3-án Ortona és S. Vito vasútállomásait lőtte. Február 6-án a Cattarói-öböltől délre, nagy távolságból tűzpárbajt vívott a Bronzetti olasz rombolóval. Március 31-én kimentette a Meduánál elsüllyesztett gőzös legénységét. Augusztus 2-án ellenséges rombolókkal harcolt Molfetta előtt.
1917 februárjától Lussinban állomásozott. Május 10-én Rovigno (ma Rovinj) előtt teljesített őrszolgálatot, miközben repülőgépek támadtak rá. Június 3-án Károly császár Pólába látogatott. A hajó este bevetésre futott ki Pólából. Június 4-én légitámadást biztosított az Észak-Adrián Penedától 24 mérföldre nyugatra, amikor 01.23-kor valószínűleg egy vízen sodródó aknába ütközött. Robbanás történt a hajóorrnál, amelytől felrobbant a saját elülső lőszerkamrája. A hajó orr-része egészen a parancsnoki hídig leszakadt. Ezután három robbanás következett a kazánházban és valószínűleg a hátsó lőszerkamrában. A hajó 10 percen belül felmagasodó tattal elsüllyedt. Parancsnoka, Albert Machnitsch korvettkapitány, egy tiszt és 23 fő legénység elesett. A személyzet többi tagját a kísérő 74-es torpedónaszád mentette ki. Az elsüllyedés pozíciója: é. sz. 44° 43′, k. h. 13° 13′44.716667°N 13.216667°E. Az év során 3 aknakeresést és 2 légitámadás biztosítást hajtott végre.